# Филиппенков, Сергей Александрович
Серге́й Алекса́ндрович Филиппе́нков (2 августа 1971, Смоленск — 15 октября 2015, Пенза) — российский футболист, полузащитник. Тренер.

## Биография

### Клубная карьера
Известен по выступлениям за смоленский «Кристалл» и московский ЦСКА, в составе которого дважды становился призёром чемпионата России. В высшей лиге чемпионата России выступал только за ЦСКА, сыграл 100 матчей, забил 17 мячей. В 2007 году покинул клуб «Динамо» Брянск, выступавший в первом дивизионе России, в связи с поступлением в ВШТ (Высшую школу тренеров), ожидалось завершение его карьеры. Однако сезон 2008 года Филиппенков начал игроком и капитаном липецкого «Металлурга» (второй дивизион, зона «Центр»). По итогам сезона «Металлург» стал победителем в своей зоне и вышел в первый дивизион. В начале 2009 года участвовал в межсезонных сборах «Металлурга», но в итоге решил продолжить и завершить игровую карьеру в родном Смоленске в качестве играющего тренера в клубе «Днепр» (бывший ФК «Смоленск»). В ноябре 2010 года завершил карьеру.

### Карьера в сборной
Сыграл один товарищеский матч в составе сборной России: 18 ноября 1998 в гостях против Бразилии (1:5), был заменён после перерыва.

### Смерть
Умер 15 октября 2015 года во время товарищеского матча ветеранов пензенского «Зенита» и компании «Пензгорстройзаказчик». Предварительной причиной смерти был назвали инфаркт. Похоронен в Смоленске.

## Память
В 2016 году на административном здании спорткомплекса «Зенит» в г. Пензе установлена мемориальная доска в память о Сергее Филиппенкове.
В 2019 году на здании школы № 17 г. Смоленска была открыта мемориальная доска в память Сергея Филиппенкова.

## Достижения
- Серебряный призёр чемпионата России: 1998
- Бронзовый призёр чемпионата России: 1999
- Финалист Кубка России: 1999/2000
- Полуфиналист Кубка России: 1998/99, 2006/07